# Belinda Snell
Belinda Rose Snell (Mirboo North, 1º ottobre 1981) è un'ex cestista australiana, professionista nella WNBA.

## Carriera
Con l'Australia ha disputato tre edizioni dei Giochi olimpici (Atene 2004, Pechino 2008, Londra 2012), tre dei Campionati mondiali (2006, 2010, 2014) e tre dei Campionati oceaniani (2003, 2013, 2015).

## Palmarès
- Campionessa WNBA (2007)